# 男の出発
『男の出発』（おとこのたびだち、原題：The Culpepper Cattle Co.）は、1972年公開の西部劇映画。1970年代初期に製作された超現実主義西部劇の一つであり、ざらついた映像描写やセピア・トーンの使用が特徴として挙げられる。

## あらすじ
田舎で暮らす少年ベンは、憧れのカウボーイになるため4ドルの拳銃を購入し、2,000頭の牛をコロラド州に運ぶカルペッパーに自分も連れて行って欲しいと直訴する。カルペッパーはベンを炊事手伝いとして雇うことに決め、喜んだベンは母親に見送られカルペッパーの一行に加わる。コックは「カウボーイは取り柄のない奴がなるものだ」と諭すが、ベンはそれを聞き入れようとはしなかった。
一行が出発してから数日後、休ませていた牛が牛泥棒の策略で暴れ出し、カルペッパーたちは慌てて逃げる牛を連れ戻すが、その際に義足のカウボーイが落馬して死んでしまう。カルペッパーは逃げ出した牛200頭を捕まえた牛泥棒の男に引き渡しを求めに行くが、男たちから法外な引渡料を要求されたため交渉が決裂し、銃撃戦の末に男たちを皆殺しにする。銃撃戦で3人のカウボーイが死んでしまったため、カルペッパーは南のカスティーゴ村にいるコールドウェルを助っ人として呼んでくるように伝える。ベンは馬に乗りカスティーゴに向かうが、途中で二人組の男に馬と銃を奪われてしまう。徒歩でカスティーゴに辿り着いたベンは、コールドウェルと彼の仲間ルーク、ブリック、ミズーラを連れカルペッパーの元に戻る。その途中、馬と銃を奪われた話を聞いたコールドウェルたちは二人組を探し出して射殺し、馬と銃を取り戻した。
ある日の夜、ベンは夜の見張りを志願して牛の見回りを行う。しかし、片目の馬泥棒に襲われ馬を全て盗まれるという失態を犯してしまう。カルペッパーは馬泥棒を撃てなかったベンを足手まといと考え、近くの村で新しい馬を買うついでにベンを故郷に送り返そうとする。カルペッパーは馬を買う前に酒場に立ち寄るが、ベンはそこで馬泥棒を見付ける。カルペッパーとコールドウェルたちは馬泥棒一味を皆殺しにして馬を取り戻し、ベンも一味の一人を射殺したことで再び仲間に迎え入れられる。
乾燥地帯を越えた一行は、川と草原に囲まれた牧場に到着し、牛たちは柵を壊して牧場に侵入して草を食べ始める。カルペッパーは勝手に牧場に入り込んだ非礼を詫びるため持ち主に会いに行くが、強欲な牧場主ピアースはカルペッパーに銃を突きつけて法外な賠償金を巻き上げ、さらに彼らの銃を奪い取り追い出した。憤るコールドウェルたちだったが、カルペッパーは仕事を優先して出発する。暫くすると、一行は敬虔な信者ナサニエルの率いる教団と出会い休息をとる。しかし、そこにピアースが現れ、カルペッパーとナサニエルに自分の土地から出て行くように警告する。牛を奪い取られることを恐れたカルペッパーはすぐに出発するが、ベンは一人その場に残りナサニエルたちを守ろうとする。それを見たコールドウェルたち4人も加勢しようと銃を手に一行から離れる。
コールドウェルたちはピアースたちとの銃撃戦の末、彼らを全滅させるが、ベンを残して彼らも全滅する。ベンは悲観に暮れるが、ナサニエルが「コールドウェルたちの死で土地が汚れた」として土地を出て行こうとしたことに激怒し、彼らを埋葬するように命令する。コールドウェルたちを埋葬し終えたベンは銃を捨て、一人母親の元に帰っていく。

## キャスト
- ベン・モックリッジ - ゲイリー・グライムズ（英語版）
- フランク・カルペッパー - ビリー・グリーン・ブッシュ
- ルーク - ルーク・アスキュー
- ディキシー・ブリック - ボー・ホプキンス
- ラス・コールドウェル - ジェフリー・ルイス
- ミズーラ - ウェイン・サザーリン
- ソーントン・ピアース - ジョン・マクリアム
- コック - レイモンド・ガス
- ピート - マット・クラーク（英語版）
- ナサニエル - アンソニー・ジェームズ
- ティム・スレイター - チャールズ・マーティン・スミス
- 牛泥棒 - ロイヤル・ダノ
- 片目の馬泥棒 - グレゴリー・シエラ
- 医者 - アーサー・マレット